# 莪兰暗沙
莪兰暗沙位于南沙群岛东部，位于紫滩和红石暗沙之间，分别约距12海里，面積約70平方公里，最淺水深14.6米。1935年中华民国水陆地图审查委员会公布的名称为“勒奥古林滩”，1947年中华民国内政部方域司公布的名称和1983年中国地名委员会公布的标准名称均为“莪兰暗沙”。西方文献一般称为“Lord Auckland Shoal”。